# Chocolate City
Chocolate City is een album van de p-funk-band Parliament uit 1975. De naam van het album verwijst naar Washington D.C., waar de binnenstad door migratie een meerderheid van afro-amerikaanse inwoners had gekregen. Op de hoes van het album staan in een bruin rond logo afbeeldingen van de Lincoln Memorial, het Washington Monument en het Capitool.

## Nummers
1. Chocolate City (5:37)
2. Ride On (3:34)
3. Together (4:07)
4. Side Effects (3:13)
5. What Comes Funky (2:23)
6. Let Me Be (5:37)
7. If It Don't Fit (Don't Force It) (2:07)
8. I Misjudged You (5:14)
9. Big Footin' (4:50)

Op een heruitgave op CD in 2003 staan als bonus-tracks twee remixes van "If It Don't Fit (Don't Force It)" en "I Misjudged You" en het eerder niet uitgebrachte "Common Law Wife".